# 戀風
《恋风》是由吉田基已创作的日本漫画。于2001年9月号至2004年22号在讲谈社的漫画杂志Evening连载。讲述了佐伯耕四郎和妹妹小日向七夏之间从开始的茫然到最后确认彼此间感情的爱情故事。
改编電視动画于2004年4月至6月于朝日電視台・Kids Station播出。

## 故事简介
少年时代，耕四郎的父母离婚。父亲带着耕四郎十多年没有与母亲交流。
有一天，耕四郎对偶然遇到的女高中生心动了。然而，他不知道的是，那是与他分别十多年的妹妹七夏。

## 登场人物
注：配音为日语版动画配音。
佐伯耕四郎（声：三宅健太）
本作的主人公。28岁，在婚姻介绍所工作。
小日向七夏（声：中村有岐）
15岁，因为上学距离近而搬到耕四郎家生活。
佐伯善三（声：田中亮一）
51岁，耕四郎和七夏的父亲，十分溺爱七夏。
小日向梢絵（声：加藤優子）
耕四郎和七夏的母亲。经营着一家美容院。耕四郎和七夏的熊玩偶就是其制作的。
千鳥要（声：岡村明美）
27岁，耕四郎的同僚。
小田切圭（声：岡野浩介）
23岁，耕四郎的同僚，是个妹控。
安西双葉（声：明坂聡美）
七夏的同年级朋友。期待着命运般的恋情。
環央子（声：清水理沙）
七夏通过安西双葉认识的朋友。与七夏不同班但一起上体育课。正在和初中时就读同一所补习班的男生交往。
秋本宵子（声：柚木涼香）
25岁，耕四郎的前女友。
若苗
七夏学校的图书管理员，也是耕四郎所在婚姻介绍所的客户。动画中仅出现了这个名字。
宮内一哉（声：小林良也）
和七夏同是学校文化祭的执行委员，但不同班。
浅野和幸（声：関田敦）
和七夏不同班但喜欢七夏的男学生。通过宮内一哉向七夏寄出情书。

## 出版信息
2002年开始到2004年间，讲谈社发行了5卷单行本，共计收录35话。2003年至2005年间，东立出版社发行了《恋风》漫画的繁体中文版，译者为張家銘和張益豐。2014年8月至10月，讲谈社发行了新装版，同时重新绘制了封面图案。
| 卷數 | 第一次出版     | 第一次出版         | 新装版        | 新装版                 |
| 卷數 | 发售时间       | ISBN               | 发售时间      | ISBN                   |
| ---- | -------------- | ------------------ | ------------- | ---------------------- |
| 1    | 2002年3月22日  | ISBN 4-06-352004-8 | 2014年8月7日  | ISBN 978-4-06-377034-6 |
| 2    | 2002年11月22日 | ISBN 4-06-352015-3 | 2014年9月5日  | ISBN 978-4-06-377035-3 |
| 3    | 2003年7月23日  | ISBN 4-06-352036-6 | 2014年9月5日  | ISBN 978-4-06-377055-1 |
| 4    | 2004年3月23日  | ISBN 4-06-352061-7 | 2014年10月7日 | ISBN 978-4-06-377070-4 |
| 5    | 2004年12月21日 | ISBN 4-06-352091-9 | 2014年10月7日 | ISBN 978-4-06-377071-1 |

## 动画
动画于2004年4月至6月在朝日电视台和Kids Station播出，由大森贵弘担任监督，并且动画的制作中使用了的方法。
动画的第8话由于未知原因并未在朝日电视台播出，而是在Kids Station播出，并在网络上提供了限时播放。
2004年7月至11月，共计发行了5卷DVD，收录了包含未在朝日电视台播出的第8话在内的共计13话影片。2005年3月至7月，Geneon Entertainment在北美地区发行了共计3卷DVD，并提供了英语配音和字幕，2006年7月18日，又发行了对应的DVD Box。

### 制作人员
- 原作：吉田基已[24][30]
- 监督：大森貴弘[4]
- 系列构成、剧本：高木登[4]
- 角色设计：岸田隆宏[4]
- 美术监督：西倉力[4]
- 色彩设计：鈴城るみ子[4]
- 摄影监督：大庭直之[4]
- 编集：竹内康晃[4]
- 音响监督：岩浪美和[4]
- 音乐：吉森信、宅見将典[4]
- 制片人：上田耕行、山本信行、Schreck Hedwick、安部正次郎
- 动画制作：A・C・G・T[4]
- 作：テレビ朝日
- 作：恋風製作委員会[4]

### 主题曲
片头曲
作词：岡崎律子
作曲、编曲：橋本由香利
演唱：éf
片尾曲
作词：畑亜貴
作曲、编曲、演唱：伊藤真澄

### 各话列表
| 话数     | 日文标题 | 中文标题 | 分镜       | 演出     | 作画监督                     | 预告登场人物 | 初次放送时间 （2004年） |
| -------- | -------- | -------- | ---------- | -------- | ---------------------------- | ------------ | ----------------------- |
| 第一话   |          | 初花     | 大森貴弘   | 千葉大輔 | 松本文男、宮田奈保美         | 耕四郎       | ４月1日                 |
| 第二话   |          | 春愁     | 浅見松雄   | 浅見松雄 | 増谷三郎                     | 小田切       | ４月8日                 |
| 第三话   |          | 熏风     | 仁賀緑朗   | 小林智樹 | 松本文男、宮田奈保美         | 耕四郎       | 4月15日                 |
| 第四话   |          | 夕立     | 山崎たかし | 太田知章 | 石川健介                     | 耕四郎       | 4月22日                 |
| 第五话   |          | 远雷     | 小林孝嗣   | 小林孝嗣 | 重国勇二                     | 小田切       | 4月29日                 |
| 第六话   |          | 秋思     | 浅見松雄   | 木村寛   | 増谷三郎                     | 小田切       | 5月6日                  |
| 第七话   |          | 初岚     | 渡部高志   | 渡部高志 | 宮田奈保美、松本文男         | 七夏         | 5月13日                 |
| 第八话   |          | 露霜     | 川島宏     | 小林孝嗣 | 飯飼一幸、重国勇二、今木宏明 | 善三         | 6月7日                  |
| 第九话   |          | 风花     | 若林厚史   | 園田雅裕 | 宮田奈保美、松本文男         | 善三         | 5月20日                 |
| 第十话   |          | 寒月     | 舛成孝二   | 木村寛   | 野口和夫                     | 双葉         | 5月27日                 |
| 第十一话 |          | 余寒     | 森田宏幸   | 小林智樹 | 松本文男                     | 七夏         | 6月3日                  |
| 第十二话 |          | 春雷     | 小林孝嗣   | 小林孝嗣 | 重国勇二、飯飼一幸、烏宏明   | 小田切       | 6月10日                 |
| 第十三话 |          | 阳炎     | 大森貴弘   | 大森貴弘 | 松本文男                     | 不适用       | 6月17日                 |

### 播放电视台
| 播放电视台   | 播放日期                | 播放时间（UTC+9）                                                          |
| ------------ | ----------------------- | -------------------------------------------------------------------------- |
| 朝日电视台   | 2004年4月1日 - 6月17日  | 星期四深夜 26:12 - 26:42                                                   |
| Kids Station | 2004年4月19日 - 7月12日 | 星期一深夜 24:00 - 24:30 星期一深夜 28:30 - 29:00 星期日深夜 25:00 - 25:30 |

### DVD
| 卷数 | 发行日期       | 收录话数      | 规格编号                                    |
| ---- | -------------- | ------------- | ------------------------------------------- |
| 1    | 2004年7月23日  | 第1话         | GNBA-1041                                   |
| 2    | 2004年8月25日  | 第2话-第4话   | GNBA-1040（初回限定版） GNBA-1042（通常版） |
| 3    | 2004年9月24日  | 第5话-第7话   | GNBA-1043                                   |
| 4    | 2004年10月22日 | 第8话-第10话  | GNBA-1044                                   |
| 5    | 2004年11月25日 | 第11话-第13话 | GNBA-1045                                   |